# Camps de Bellavista
Els Camps de Bellavista és un grup de camps de conreu del terme municipal de Sant Martí de Centelles, a la comarca d'Osona, en territori del poble de Sant Miquel Sesperxes.
Es tracta d'uns camps de conreu situats al costat de migdia de la masia de Bellavista Vella, al capdamunt de la cinglera principal dels Cingles de Bertí, a ponent de la Trona.